# Queen Elizabeth (schip, 2010)
MS Queen Elizabeth is een cruiseschip van Cunard Line. Het is het op een na grootste schip ooit gebouwd voor Cunard, na de Queen Mary 2. Het is een zusterschip van de Queen Victoria.
De Elizabeth is een aangepast ontwerp van de eerdere Vista-klasse-schepen. Zij is iets groter dan de Queen Victoria (92.000 ton), voornamelijk vanwege een meer verticale achtersteven. Het schip heeft een capaciteit van 2092 passagiers.
De naam van het schip werd officieel aangekondigd op 10 oktober 2007.